# Samar (eiland)
Samar is een van de grotere eilanden van de Filipijnen. Het eiland ligt aan de oostzijde van de centraal gelegen eilandengroep Visayas, net ten noordoosten van het eiland Leyte. Het eiland had bij de laatste officiële telling in 2000 1,08 miljoen inwoners op een oppervlakte van 13.080 km². Het eiland is na Luzon en Mindanao het derde eiland qua oppervlakte.
De drie provincies van Samar behoren tot de armste en minst ontwikkelde provincies van het land. Als gevolg van deze armoede is het communistische New People's Army (NPA) sterk aanwezig op het eiland.

## Geografie

### Topografie
Samar maakt deel uit van de eilandengroep Visayas en ligt in het meest oostelijke deel van de groep, ten zuidoosten Luzon en ten noordoosten van Leyte. Samar wordt van het Bicolschiereiland (Luzon) gescheiden door de San Bernardinostraat en van Leyte door de smalle San Juanico-straat. Samar is verbonden met Leyte door de San Juanico-brug. Ten oosten van Samar ligt de Filipijnenzee, ten zuiden ligt de Golf van Leyte, waar in de Tweede Wereldoorlog een van de beslissende zeeslagen gevoerd is en ten westen ligt de Samarzee

### Bestuurlijke indeling
Op het eiland liggen de volgende drie provincies:
- Eastern Samar
- Northern Samar
- Samar (voorheen: Western Samar)

De enige stad van het eiland is:
- Calbayog (Samar)

Daarnaast is het eiland opgedeeld in 72 gemeenten.

## Mensen en Cultuur

### Bevolkingsgroepen
De meerderheid van bewoners van Samar zijn de Waray. De Waray zijn trotse onhankelijke mensen. Cultureel gezien zijn ze sterk verwant aan de Bicolanos. De meeste Waray halen hun inkomsten uit de landbouw of visserij.

### Talen
De Waray spreken het Waray-Waray.

## Fauna
Op Samar komen veel diersoorten voor die uniek zijn voor de Filipijnen.
Voor een volledige lijst van de op Samar voorkomende zoogdieren zie de onderstaande uitklapbare lijst:
- Huidvliegers
  - Filipijnse vliegende kat (Cynocephalus volans)
- Vleermuizen
  - Spitstandvleerhond (Harpyionycteris whiteheadi)
  - Ptenochirus jagori
  - Pteropus hypomelanus
  - Hipposideros diadema
  - Kerivoula hardwickii
  - Miniopterus tristis
  - Phoniscus jagorii
- Primaten
  - Filipijns spookdier (Tarsius syrichta)
  - Java-aap (Macaca fascicularis)
- Knaagdieren
  - Exilisciurus concinnus
  - Sundasciurus philippinensis
  - Bullimus bagobus
  - Rattus everetti
- Roofdieren
  - Maleise civetkat (Viverra tangalunga)
- Evenhoevigen
  - Filipijns wrattenzwijn (Sus philippensis)